# Товарищ генерал (фильм)
«Товарищ генерал» — советский художественный фильм режиссёра Теодора Вульфовича, снятый на киностудии «Мосфильм» по мотивам одноимённой повести Марка Колосова в 1973 году.

## Сюжет
Главный герой фильма, генерал Капитонов — собирательный образ военачальника, воевавшего на самых трудных участках фронта с самого начала войны (основной прообраз — генерал-лейтенант Ф. М. Харитонов). Его противник на протяжении нескольких лет — талантливый стратег генерал фон Лейнц (прообраз — фельдмаршал фон Клейст).
В тяжёлых боях растёт опыт и умение генерала Капитонова. Пройдя все фазы войны — отступление и позиционную оборону, возглавляемые им войска переходят в долгожданное наступление, переломив ситуацию в свою пользу.
Осень 1941. На подступах к Ростову рвущимся танкам фон Лейнца был противопоставлен мощный артиллерийский заслон, получивший название «Дьяковская оборона». Капитонов растянул оборону на заведомо неактивных участках и усилил противотанковыми орудиями предполагаемые танкоопасные участки фронта.
Весна 1942. Наступление немцев на Харьков. Генерал Лейнц тайно усилил свою группировку свежими дивизиями и, обладая большим преимуществом, атаковал не успевшие окопаться войска в районе Изюм-Барвенковского выступа.
Осень 1942. Капитонов назначен командующим новой резервной армии в районе Воронежа. Сразу после его прибытия на фронт начинаются тяжёлые бои, в результате которых удалось вытеснить противника из-под Воронежа и отвоевать плацдарм на правом берегу Дона.
Выполнен приказ ставки — сковать резервы рвущегося к Сталинграду врага. Но до общего успеха ещё далеко, фон Лейнц вновь захватил Ростов, прорвался к Северному Кавказу. Ожесточённые бои велись уже на Волге.
19 ноября 1942 года началась наступательная операция советских войск в Сталинградской битве под кодовым наименованием «Уран». Наступил реальный перелом, весной 1943 года наступление продолжено и теперь ничто уже не сможет помешать грядущей победе.

## В ролях
- Игорь Ледогоров — генерал Фёдор Михайлович Капитонов, командующий армией
- Владимир Осенев — генерал Эвальд Пауль Людвиг фон Лейнц
- Юрий Волков — Емельян Иванович Василенко, командир дивизии
- Юрий Волынцев — Герасим Ксенофонтович Гущин, командир дивизии
- Шавкат Газиев — политрук Анухаев
- Ольга Гобзева — младший сержант Зина Лукина, связистка
- Виктор Задубровский — старший сержант Федоров
- Владимир Кашпур — начальник разведки
- Михаил Кислов — старший лейтенант, командир группы истребителей танков
- Игорь Класс — Шляго, адъютант Капитонова
- Леонид Кулагин — генерал СС
- Георгий Куликов — начальник Генштаба
- Раиса Куркина — жена Капитонова
- Иван Лапиков — начальник штаба
- Павел Махотин — генерал Лучинин, представитель штаба фронта
- Виктор Павлов — Василий Васильевич Клинов, командир кавалерийской дивизии
- Зинаида Славина — санинструктор Маша Воеводова
- Виктор Шульгин — командующий фронтом
- Владимир Липпарт — ординарец Клинова
- Алексей Преснецов — Корняков
- Николай Сморчков — шофёр
- Зоя Василькова — селянка
- Роберт Лигерс — немецкий пленный
- Вадим Захарченко — офицер
- Леонид Довлатов — Карамян

В съёмках принимали участие войска Северо-Кавказского и Московского военных округов

## Съёмочная группа
- Авторы сценария: Теодор Вульфович, Евгений Габрилович, Марк Колосов
- Режиссёр-постановщик: Теодор Вульфович
- Операторы-постановщики: 
Генри Абрамян, Самуил Рубашкин
- Композитор: Моисей Вайнберг
- Текст баллады: Теодор Вульфович
- Директор картины: Гарри Гуткин.

## Критика
Кинокритик Анри Вартанов отмечал, что «фильм „Товарищ генерал“ по своему замыслу и материалу свеж и необычен. Он мог бы стать заметным явлением нашего искусства. Однако авторы… не проявили полного доверия к изображенному ими материалу. Они поставили перед собой задачу рассказать о драме, таящейся в столкновении военных стратегий, но тут же, будто испугавшись, что это покажется зрителям недостаточно увлекательным, разбавили её немалым числом сцен и целых сюжетных линий, относящихся к традиционным представлениям о военном фильме».